# Reno Olsen
Reno Bent Olsen (Roskilde, 19 de febrer de 1949) va ser un ciclista danès, que va córrer entre finals dels anys 60 i mitjans dels 80 del segle xx. Es dedicà principalment al ciclisme en pista
Durant la seva carrera esportiva va prendre part en dos Jocs Olímpics: el 1968, a Ciutat de Mèxic, en què guanyà una medalla d'or en la prova de persecució per equips, junt a Per Lyngemark, Gunnar Asmussen i Mogens Frey Jensen. El 1972, a Múnic, tornà a disputar la persecució per equips i la persecució individual, però fou eliminat en les rondes preliminars.
Durant la seva carrera guanyà fins a 12 campionats nacionals, tots ells amateurs, destacant el 1973 en què guanyà cinc títols diferents.

## Palmarès
- 1966
  -  Campió de Dinamarca de persecució per equips, amb Jan Ingstrup, Preben Isaksson i Erling Laursen
- 1967
  -  Campió de Dinamarca de persecució per equips, amb Jan Ingstrup, Preben Isaksson i Erling Laursen
- 1968
  -  Medalla d'or a la prova de persecució per equips dels Jocs Olímpics de Mèxic de 1968, amb Per Lyngemark, Gunnar Asmussen i Mogens Frey Jensen
  -  Campió de Dinamarca de persecució per equips, amb Mogens Frey, Per Lyngemark i Peder Pedersen
- 1971
  -  Campió de Dinamarca de persecució
- 1972
  -  Campió de Dinamarca de contrarellotge individual
  -  Campió de Dinamarca de persecució individual
  -  Campió de Dinamarca de persecució per equips, amb Bent L. Pedersen, Per Lyngemark i Svend Erik Bjerg
- 1973
  -  Campió de Dinamarca en ruta
  -  Campió de Dinamarca de contrarellotge individual
  -  Campió de Dinamarca de contrarellotge per equips, amb Junker Jørgensen, Ove Jensen i Niels Pedersen
  -  Campió de Dinamarca de persecució
  -  Campió de Dinamarca de persecució per equips, amb Ivar Jakobsen, Bjarne Sørensen i Finn Clausen